# Sinapis alba subsp. mairei
Sinapis alba subsp. mairei é uma subespécie de planta com flor pertencente à família Brassicaceae. 
A autoridade científica da subespécie é (H.Lindb.) Maire, tendo sido publicada em Bull. Soc. Hist. Nat. Afrique N. 24: 197 (1933).
Os seus nomes comuns são mostarda ou mostarda-branca.

## Portugal
Trata-se de uma subespécie presente no território português, nomeadamente em Portugal Continental.
Em termos de naturalidade é nativa da região atrás indicada.

## Protecção
Não se encontra protegida por legislação portuguesa ou da Comunidade Europeia.